# Indigo: Women of Song
Az Indigo: Women of Song  Olivia Newton-John 2004-ben megjelent stúdióalbuma, melyen a pályafutására nagy hatást gyakorolt női előadók egy-egy számát énekli. Az album Portraits címmel címmel és új borítóval kerül kiadásra 2011-ben Amerikában.

## Az album előzményei
Olivia Newton-John  hatéves volt, mikor szülei kivándoroltak Ausztráliába. Néhány évvel később elváltak, édesapja másik városba költözött, bátyja kollégista lett, nővére férjhez ment, édesanyja reggeltől estig dolgozott. A csöndes, visszahúzódó Olivia a délutánokat kulcsos gyerekként egyedül töltötte lakásukban. Ekkoriban kezdett otthon a magány ellen rádiót hallgatni. Hamarosan az összes korabeli slágert ismerte és el is tudta énekelni, eleinte otthon, családi körben, majd nővére férjének kávézójában szerepelt. Negyven évvel később az ezekben az években általa leginkább kedvelt női előadók egy-egy számát ismét elénekelte Indigo: Women of Song című albumán, mely címét az indigó szín spirituális jelentéséről és a malibui Indigo Ranch studióról kapta, ahol a felvételek készültek. A főként a könnyűzene és mainstream jazz műfajába tartozó albumot Olivia 2003-ban elhunyt édesanyja emlékének szentelte.  Az album 2011-ben Portraits címmel ismét megjelent,  a Green Hill Records kiadásában. 

## Az album dalainak ismertetése
Az album első dala Antonio Carlos Jobim bossa nova klasszikusa. A csöndes, szinte álmatag, 1963-ból való dal eredeti előadója a brazil bossa nova egyik legnagyobb előadója, Astrud Gilberto volt. A második dal Doris Day 1955-ös azonos című filmjének a dala, a Love Me or Leave Me. Ezt követi az eredetileg a Pete Kelly's Blues című film számára írt Cry Me a River. A jazz-blues balladát végül kihagyták a filmből, első előadója Julie London volt 1955-ben. Olivia Newton-John mai napig tartó karrieje azon a napon kezdődött, amikor 1965-ben Melbourne-ben megnyerte a helyi televízió Sing Sing Sing című tehetségkutató vetélkedőjét az Anyone who had a Heart című dallal. Az áradó dallamú, Burt Bacharach és Hal David által 1963-ban írt dal első előadója Dionne Warwick volt, Európában Cilla Black verziója volt a legismertebb.
Az album egyik legemlékezetesebb dala a Where have all the Flowers Gone. Az 1961-ben íródott háborúellenes dalt számtalan előadó dolgozta fel, egyik legismertebb változata Marlene Dietrich német nyelvű felvétele. Magyar nyelvű változatának címe: Hova tűnt sok virág? Olivia a dalt az egyik legautentikusabb amerikai előadója, Joan Baez tiszteletére énekelte. A How Glad I Am Nancy Wilson 1964-es klasszikus slágere, egykori Billboard 11.  helyezett. Az album egyik legújabb dala az 1975-ből való Minnie Riperton dal, a Lovin' You. Az Olivia korai folk stílusára leginkább emlékeztető dal első helyezett volt a Billboard slágerlistán. Minnie Riperton nem sokkal a dal eléneklése után rákbetegségbe esett, ő volt a mellrák egyik legelső közismert zenész áldozata.  
A lemezen ezt követi a Carpenters duó második helyezést elért 1971-es dala, a Rainy Days and Mondays, melyet Olivia egyik legjobb barátnője, a tragikusan fiatalon elhunyt Karen Carpenter emlékére énekelt el. A Send in the Clowns Stephen Sondheim Kis éji zene című musicaljében szerepel, a dalt az évek alatt számtalan előadó dolgozta fel. A lemezen Judy Collins tiszteletére hangzik el. 
A magyar hallgató számára az album legismertebb dala George Gershwin szerzeménye, a Summertime, a Porgy és Bess musicalből. Noha a dal legismertebb verziója Ella Fitzgeraldhoz köthető, ezúttal Nina Simone tiszteletére hangzik el a lemezen. 
Az album utolsó dala Burt Bacharach és Hal David szerzeménye, az Alfie. Inspirálója az akkoriban bemutatott Alfie című film volt, de a dal a filmtől független. A sokak által feldolgozott dal első előadója Cilla Back volt 1966-ban, legismertebb verzióját Dionne Warwick énekelte egy évvel később. A dal kettejük tiszteletére került az albumra.

## Az album dalai
a zárójelben vagy a dal eredeti előadója, vagy az, akinek a tiszteletére a dal az albumra került  
- How Insensitive (Astrud Gilberto)
- Love Me or Leave Me (Doris Day)
- Cry Me a River (Julie London)
- Anyone who had a Heart (Cilla Black)
- Where have all the Flowers Gone (Joan Baez)
- How Glad I Am (Nancy Wilson)
- Lovin' You (Minnie Ripperton)
- Rainy Days and Mondays (Karen Carpenter)
- Send in the Clowns (Judy Collins)
- Summertime (Nina Simone)
- Alfie (Dionne Warwick & Cilla Black)

## Kiadások
- Ausztrália: Festival Mushroom Records 338342
- U.K.: Universal/UMTV Records 9870906 (2005. április 11)
- Japán: Universal Music UICY-1334 (2006. március)
- USA: Portraits címmel, Green Hill Music GHD-5795 (2011. junius)

## Helyezések
- Ausztrália (ARIA) album lista: 15-ik helyezés, aranylemez
- UK album lista: 27-ik helyezés

## Borítóváltozatok
Az album első, limitált kiadása digipack tokban, a további ausztrál és a japán kiadás azonos fotóval de műanyag tokban került forgalomba. Az U.K. kiadás borítóján más fotó látható.
Az album 2011-es Portraits című kiadása új borítóval és fotóval jelenik meg.